# Marie Juliette Louvet
Marie Juliette Louvet (Pierreval, 9 mei 1867 — Parijs, 24 september 1930) was de partner van prins Lodewijk II van Monaco en de moeder van diens enige dochter, prinses Charlotte van Monaco. 
Marie was de dochter van Jacques Henri Louvet (Pierreval, 10 september 1830 - Rouen, 7 september 1910) en Joséphine Elmire Piedefer (La Rue-Saint-Pierre, 3 september 1828 - Pierreval, 10 juli 1871), gehuwd op 3 februari 1852 La Rue-Saint-Pierre.
Marie huwde met fotograaf Achile Delmaet (Parijs, 28 april 1860 - Le Perreux-sur-Marne, 15 oktober 1914) op 6 oktober 1885. Zijn bekendste foto's zijn de naaktreportages van La Goulue, een beroemde cancandanseres van de Moulin Rouge. Marie en Achile scheidden op 14 januari 1893. Samen hadden zij twee kinderen:
- Georges (1884-1955)
- Marguerite (1886-1894)